# Norrköpings kommun
58°35′31″N 16°11′8″Ø / 58.59194°N 16.18556°Ø
Norrköpings kommun ligger i det svenske länt Östergötlands län. Kommunen har grænser til nabokommunerne Söderköping, Linköping og Finspång i Östergötlands län. I nordvest grænser kommunen til Katrineholm og Nyköping kommuner i Södermanlands län. Kommunens administration ligger i byen Norrköping.
Motala ström løber tværs gennem Norrköpings kommun, fra vest mod øst.
Der er fundet 3.000 år gamle helleristninger fra bronzealderen på begge sider af Motala ström, ved Himmelstalund, Fiskeby, Ekenberg og Leonardsberg. 

## Byer
Norrköping kommune har 18 byer.
I tabellen opgives antal indbyggere per 31. december 2005.
| #   | By          | Indbyggere |
| --- | ----------- | ---------- |
| 1.  | Norrköping  | 83.561     |
| 2.  | Lindö       | 4.842      |
| 3.  | Åby         | 4 805      |
| 4.  | Krokek      | 4.154      |
| 5.  | Skärblacka  | 4.048      |
| 6.  | Svärtinge   | 2.410      |
| 7.  | Jursla      | 1.647      |
| 8.  | Kimstad     | 1.492      |
| 9.  | Östra Husby | 774        |
| 10. | Ljunga      | 722        |
| 11. | Norsholm    | 573        |
| 12. | Strömsfors  | 525        |
| 13. | Åselstad    | 430        |
| 14. | Ensjön      | 320        |
| 15. | Herstadberg | 257        |
| 16. | Öbonäs      | 252        |
| 17. | Simonstorp  | 236        |
| 18. | Vånga       | 224        |

## Venskabsbyer
| - Island Kópavogur - Færøerne Klaksvik - Norge Trondheim - Finland Tammerfors - Danmark Odense | - Letland Riga - Belgien Brussel - Tyskland Esslingen am Neckar - Østrig Linz |

## Eksterne kilder og henvisninger
1. ↑  ”Folkmängd i riket, län och kommuner 31 mars 2013 och befolkningsförändringar 1 januari - 31 mars 2013” Statistiska centralbyrån. Læst 13 maj 2013.

- Officiel hjemmeside for Norrköping kommune